# Famille de Monléon
 (janvier 2020).
Si vous disposez d'ouvrages ou d'articles de référence ou si vous connaissez des sites web de qualité traitant du thème abordé ici, merci de compléter l'article en donnant les références utiles à sa vérifiabilité et en les liant à la section « Notes et références ».
La famille de Monléon est une famille de la noblesse française subsistante anoblie en 1643.

## Histoire
Jehan-Jérôme de Monléon, capitaine et gouverneur de Menton, obtint au mois de février 1643 des lettres d'anoblissement, et de naturalité française,  pour lui, ses enfants mâles et femelles nés et à naître en loyal mariage, aux mêmes considérations énoncées dans les lettres de naturalité.

## Personnalités
La famille de Monléon a compté parmi ses membres un vice-gouverneur de Menton (Joseph, 1692-1758), un gouverneur de Menton (Honoré, 1730-1809), un gouverneur général de la principauté de Monaco (Honoré), des chevaliers de Saint-Louis et de la Légion d’honneur, des officiers au Royal italien, deux maires de Menton pendant la Révolution et l’Empire (Jérôme André 1771-1852, et son fils Charles Gratien 1820-1870), un président du Conseil général des Alpes-Maritimes (Jérôme André).
- Jehan de Monléon  (1885-1950), premier époux d’Irène Ovtchinnikova, russe blanche
- Albert-Marie de Monléon, (1937-2019), était un évêque catholique français, dominicain et évêque de Meaux.
- Jean-Vital de Monléon, né le 2 septembre 1965, pédiatre, écrivain, anthropologue, membre du Conseil supérieur de l'adoption, spécialiste de l'adoption.

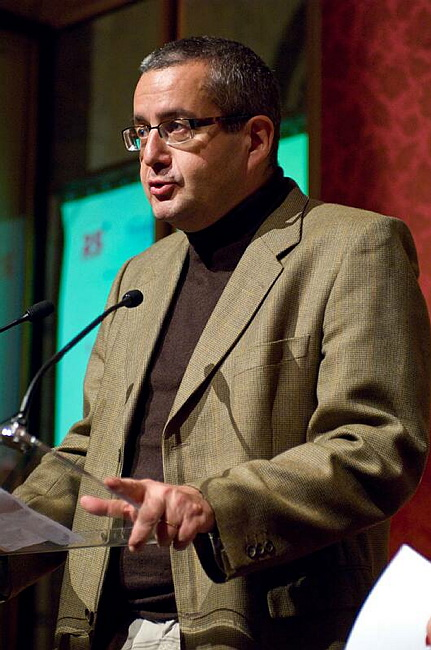
Jean-Vital de Monléon (1965)

## Armes, titre
- Titre de marquis (titre de courtoisie)[1].

La famille porte : Parti: au premier, d’argent à une croix latine de sable haussée sur un mont de trois coupeaux mouvant de la pointe du même ; au second, de gueules au lion d’or.
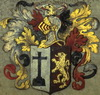
Armes Monléon